# Scheffelbach
Der Scheffelbach ist ein Bach von etwas über 1 km Länge im südlichen Gemeindegebiet von Bühlerzell im Landkreis Schwäbisch Hall im nordöstlichen Baden-Württemberg, der nahe beim Weiler Steinenbühl der Gemeinde von links und Südwesten in die obere Bühler mündet.

## Geographie

### Verlauf
Der Scheffelbach beginnt seinen Lauf auf etwa 447 m ü. NHN etwa einen halben Kilometer südwestlich des Weilers Steinenbühl im Wiesengewann Scheffelhof in einer krautigen Mulde vor dem Waldgewann Lange Reute. Der Bewuchs mit Galeriebäumen auf dem nordöstlichen Lauf des sich eintiefenden Baches weitet sich in der immer breiteren Mulde zu einem Talwald, in welchem die Nadelbäume dominieren. Nach Passieren einer Quelle am Lauf steht etwa einen halben Kilometer unterhalb des Ursprungs ein Pumpenhäuschen am Ufer; am überwiegend offenen linken Hang liegt hier im Südwesten von Steinenbühl das 19 ha große Wasserschutzgebiet Steinenbühl.
Dann reicht auf den nächsten fast 400 Metern gegenüber dem Forstgewann Wäldle die Flurinsel um Steinenbühl bis ans linke Ufer. Gegen Ende dieses Abschnitts läuft auf inzwischen unter 420 m ü. NHN ein knapp 0,3 km langer Hangwiesenbach zu, der auf über 440 m ü. NHN einer Quelle unter Bäumen am Ostrand von Steinenbühl entspringt und mit nur etwa 0,1 km² ein vergleichsweise kleines Teileinzugsgebiet beiträgt.
Hiernach folgt dem Bach die von Steinenbühl abgestiegene Erschließungsstraße im sich vom Wäldle rechts als Ochsenbrand bis auf den linken Hügel hinaufziehenden, geschlossenen Talwald. Neben der Straßenbrücke und gegenüber von deren Anschluss an die Flusstalstraße L 1072 bei einigen einzeln stehenden Häusern von des Adelmannsfeldener Weilers Stöcken mündet der Scheffelbach schließlich am Rand von ihrer Talflur von links und Südwesten auf etwa 407 m ü. NHN in die obere Bühler.
Der auf seinem 1,2 km langen Lauf sich um etwa 40 Höhenmeter eintiefende Bach hat ein mittleres Sohlgefälle von um 33 ‰.

### Einzugsgebiet
Der Scheffelbach entwässert  etwa 1,1 km² des zum Naturraum Schwäbisch-Fränkische Waldberge zählenden Unterraums Sulzbacher Wald etwa nordostwärts zur oberen Bühler. Zwei Drittel seines Einzugsgebietes sind bewaldet, das restliche Flurdrittel liegt zumeist links, ausgenommen nur das Gewann Scheffelhof. Äcker gibt es hierin nur nahe der linken Wasserscheide auf dem flacheren oberen Teil des Hügelrückens vor dem nächsten Konkurrenten unterhalb zur Bühler.
Dies ist der Eckertsbach. Weiter aufwärts grenzt die linke Wasserscheide vom Einzugsgebiet des noch weiter abwärts in die Bühler mündenden Gerabronner Bachs an; der Tripelpunkt auf einer Kuppe im Wald ist mit 480,6 m ü. NHN der höchste, der zum Scheffelbach entwässert. Schon jenseits der Gemeindegrenze zu Adelmannsfelden zieht die Grenze des Einzugsgebiets dann vor der Spitzklinge, die vom Seebach zum Kocher-Zufluss Rötenbach entwässert wird, südöstlich bis zum zweithöchsten Punkt an seiner Südgrenze auf etwa 478 m ü. NHN im Eiwald. Hinter der nunmehr rechten Wasserscheide bis zurück zur Mündung laufen zwei namenlose Bäche oberhalb des Scheffelbachs wiederum von links zur Bühler, der obere beim Adelmannsfelder Hirschhof, der kleinere untere erst wenige Meter vor dem Scheffelbach selbst.
Der Scheffelbach beginnt seinen Lauf unterhalb eines kleinen Sumpfes am Rande des Waldgewanns Lange Reute. Er hat einen recht naturnahen Lauf mit kleinen Windungen, Wechsel von Flach- und Steilufern und oft sandig-kiesigem Bett. Im oberen Abschnitt steht unmittelbar am Ufer meist Laubgehölz. Am Unterlauf ist er bis zu einem Meter breit und hat meist sandiges Sediment, dort sind Laubbäume am Ufer seltener. Die Quelle seines einzigen bedeutendes Zuflusses am Ostrand von Steinenbühl tritt stark schüttend aus einem Felsabhang aus, hinzu tritt der Abfluss einer Viehweide. Der sich unterhalb durch eine Viehweide am Hang zum Scheffelbach schlängelnde, krautig bestandene, das ganze Jahr über wasserführende Bachlauf, mal flach, dann wieder eingetieft fließend, ist recht naturnah. Das untere Einzugsgebiet linksseits des Baches etwa ab Steinenbühl gehört einschließlich des Waldanteils aber ohne die Ortsflur des Weilers zum Landschaftsschutzgebiet Oberes Bühlertal und Umgebung. Südsüdwestlich des Weilers ist ein heute mit Bäumen bewachsenes, 20 ha großes Gelände eines aufgelassenen Steinbruchs mit fünf Meter hoher Wand im unteren Stubensandstein (Löwenstein-Formation) links am unteren Bachhang Naturdenkmal; durch den Abbau wurde ein Karstgerinne angeschnitten. Im ganzen Einzugsgebiet steht Mittelkeuper an, vom Stubensandstein (Löwenstein-Formation) über die Oberen Bunten Mergel (Mainhardt-Formation) bis hinab zum Kieselsandstein (Hassberge-Formation).
Der einzige Siedlungsplatz ist der Weiler Steinenbühl auf dem linken Hang mit weniger als zehn Hausstellen, er liegt wie der Bachlauf und der größte Teil des Einzugsgebietes im südlichsten Teil der Bühlerzeller Teilortgemarkung der Gemeinde Bühlerzell. Ein Randstreifen an der Wasserscheide zur Spitzklinge im Südwesten und ein winziger, mündungsnaher Zwickel im Osten, beides unbewohnte Waldgebiete, liegen auf der Gemeindegemarkung von Adelmannsfelden.

### LUBW
Amtliche Online-Gewässerkarte mit passendem Ausschnitt und den hier benutzten Layern: Lauf und Einzugsgebiet des Scheffelbachs

Allgemeiner Einstieg ohne Voreinstellungen und Layer: Daten- und Kartendienst der Landesanstalt für Umwelt Baden-Württemberg (LUBW) (Hinweise)
1. 1 2 3 4 5  Höhe nach dem Höhenlinienbild auf dem Hintergrundlayer Topographische Karte.
2. ↑  Länge nach dem Layer Gewässernetz (AWGN).
3. 1 2  Einzugsgebiet abgemessen auf dem Hintergrundlayer Topographische Karte.
4. ↑  Länge abgemessen auf dem Hintergrundlayer Topographische Karte.
5. ↑  Höhe nach schwarzer Beschriftung auf dem Hintergrundlayer Topographische Karte.
6. ↑  Schutzgebiete nach den einschlägigen Layern, Natur teilweise nach dem Layer Biotop.

### Andere Belege
1. ↑  Hansjörg Dongus: Geographische Landesaufnahme: Die naturräumlichen Einheiten auf Blatt 171 Göppingen. Bundesanstalt für Landeskunde, Bad Godesberg 1961. → Online-Karte (PDF; 4,3 MB)
2. ↑  Geotop-Steckbrief Aufgelassener Steinbruch südlich von Steinenbühl (PDF, 338 kByte)
3. ↑  Geologie nach den Layern zu Geologische Karte 1:50.000 auf: Mapserver des Landesamtes für Geologie, Rohstoffe und Bergbau (LGRB) (Hinweise)